# 1899 год в автомобилестроении
Список событий в автомобилестроении в 1899 году:

## События

### Февраль
- 25 — братья Луи, Марсель и Фернан Рено основали компанию «Renault Frères» («Братья Рено»)[1].

### Март
- 21 — Вильгельм Бауэр выиграл 85-километровую гонку от Ниццы до Граса и обратно на автомобиле Daimler Phoenix. Автомобиль куплен предпринимателем Эмилем Еллинеком и зарегистрирован под псевдонимом «Мерседес»[2].

### Апрель
- 29 — на автомобиле впервые преодолена магическая отметка скорости в 100 километров в час. Ее перешагнул бельгиец Камиль Женатзи, разогнавшись на приводимой в действие электродвигателем мощностью 50 кВт (67 л.с) машине до 106 километров в час. Свой электромобиль рекордсмен назвал «Всегда недовольный» (La Jamais Contente)[3].

### Май
- 4 — родился Фриц фон Опель, внук Адама Опеля, немецкий промышленник, мотогонщик, один из пионеров в области ракетной техники. Испытывал автомобили, а затем планер с реактивными двигателями[4].

### Июнь
- 11 — император Николай II утвердил устав «Акционерного общества постройки и эксплуатации экипажей и автомобилей Фрезе и К°». Пётр Александрович Фрезе вместе с Евгением Александровичем Яковлевлевым построили первый российский автомобиль[5].
- 23 — родился Амеди Гордини (англ. Amédée Gordini) итальянский автогонщик и конструктор, в основном работавший во Франции[6].

### Июль
- 11 — группой инвесторов основана «Фабрика итальянских автомобилей в Турине» (Fabbrica Italiana Automobili Torino, Fiat)[7].

### Август
- 19 — Генри Форд, уволившись из «Компании электрического света» Томаса Эдисона, организовал с компаньонами «Автомобильную компанию Детройта», которая обанкротилась через 18 месяцев. Только с третьей попытки в 1903 году им была создана Форд Мотор Компани[8].

### Ноябрь
- 6 — первый автомобиль Packard был опробован на дороге[9].
- 14 — Август Хорхь основал в Кёльне автомобильную компанию своего имени August Horch & Cie.[10].